# Cei trei prieteni (film)
Cei trei prieteni reprezintă creația desenatorului Laurențiu Sârbu.
Pe parcursul a mai multor episoade, cei trei trec printr-o serie de întâmplări menite să le servească drept pilde de curaj, hărnicie, cinste și prietenie.

## Filmografie
- Trei prieteni (serial)

## Fotogalerie

Cei trei prieteni